# Bataille de Pombal
Invasions françaises du Portugal
Batailles
- Astorga (03-1810)
- Ciudad Rodrigo (04-1810)
- Barquilla (07-1810)
- La Côa (07-1810)
- Almeida (07-1810)
- Villagarcia (08-1810)
- Trant
- Fuente de Cantos (09-1810)
- Buçaco (09-1810)
- Torres Vedras
- Pombal (03-1811)
- Redinha (03-1811)
- Condeixa
- Casal Novo (03-1811)
- Foz de Arouce (03-1811)
- Sabugal (04-1811)
- Fuentes de Oñoro (05-1811)
- Almeida  (04-1811)

La bataille de Pombal est une escarmouche vive mais finalement indécise menée le 11 mars 1811 dans la ville éponyme lors de la retraite du maréchal Masséna des lignes de Torres Vedras, la première d'une série d'actions d'arrière-garde louées menées par Michel Ney. Les Français ont été poursuivis par Wellington et son armée anglo-portugaise mais l'avance alliée a été énergiquement contestée par les efforts de Ney, empêchant Wellington d'écraser l'armée de Masséna alors qu'elle était extrêmement vulnérable.
À Pombal, Ney tourna une partie de son arrière-garde pour faire face aux plus grandes forces anglo-portugaises et stoppa leur avance, avant de se retirer pour rejoindre le corps principal de l'armée de Masséna.

## Contexte
Incapable de briser les lignes de Torres Vedras, Ney se voit confier la charge de l'arrière-garde tandis que le corps principal de l'armée française se retire du Portugal. L'arrière-garde était constituée des divisions Mermet et Marchand.
Le maréchal Ney a trompé les Britanniques, manœuvrant ses troupes pour que Wellington croie que les Français étaient sur le point de retourner à Torres Vedras, et ainsi il a suspendu une opération offensive pendant plusieurs heures, donnant à Masséna une énorme avance.
Quand il est devenu clair pour Wellington qu'il avait été trompé, les Anglo-Portugais ont quitté Torres Vedras et ont commencé une poursuite. Les Anglo-Portugais ont rattrapé Ney dans la ville de Pombal.

## Bataille
Informé de l'approche des colonnes britanniques, Ney retire les troupes de Marchand mais laisse la division Mermet déployée à proximité sur les hauteurs au-delà de Pombal, avec un seul bataillon laissé dans le château. Wellington a ordonné au bataillon de George Elder du 3e Caçadores portugais et à deux compagnies du 95e Rifles de charger à travers le pont et d'occuper la ville, le reste de la division légère à laquelle ils appartenaient venant progressivement en soutien.
Alors que l'avant-garde alliée dégageait l'entrée de la ville dans une lutte acharnée, Ney réalisa que ses troupes risquaient d'être submergées et descendit rapidement les hauteurs avec 4 bataillons de la 6e légère et de la 69e ligne d'infanterie, repoussant les compagnies Caçadores et Fusiliers à travers le Rivière Arunca. On rapporte[Qui ?] que Ney s'est adressé à la 6e légère : « Chasseurs, vous perdez votre belle réputation, et vous vous déshonorerez à jamais si vous ne chassez pas l'ennemi de Pombal. Allez ! Ceux qui sont braves, avec moi ! ».
La division légère commandée par William Erskine se précipite pour soutenir son avant-garde, suivie des 3e et 4e divisions, et commence progressivement à engager les Français. Ney ordonna de barricader la route principale passant par Pombal, incendia la ville puis retira ses hommes. Cela a fait passer les colonnes alliées le reste de la journée, tandis que les Français se sont ensuite retirés sans autre incident. 

## Conséquences
Malgré son succès, Ney mit promptement le feu à la ville de Pombal et continua sa retraite sur la rive droite de l'Arunca. La prochaine action serait la Bataille de Redinha.
Le général britannique Sir Thomas Picton a été impressionné par les actions de Ney, car le premier a pu observer les mouvements trompeurs du second, affirmant qu'il s'agissait d'une « leçon parfaite dans l'art de la guerre ».